# Torka aldrig tårar utan handskar (TV-serie)

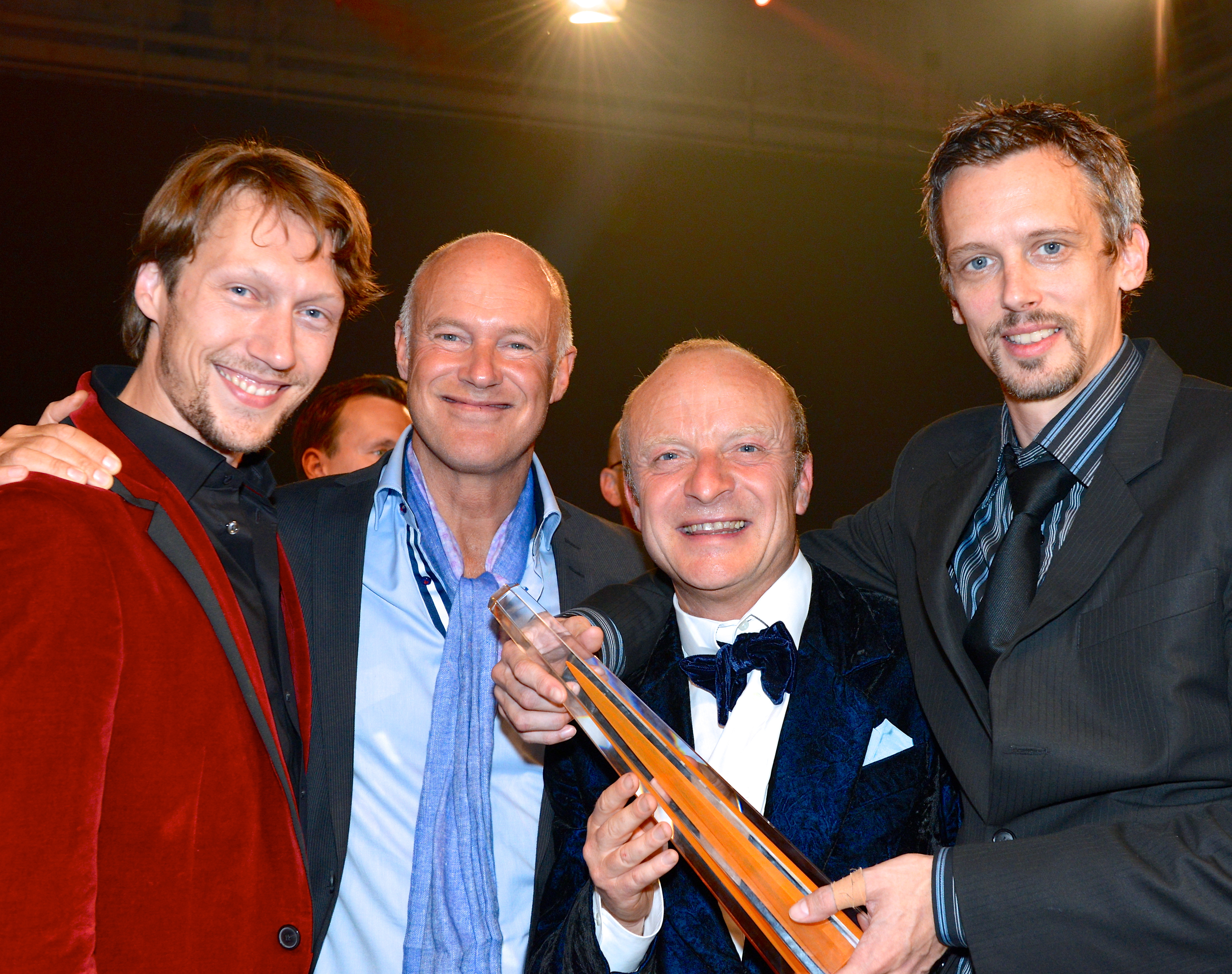
Kristallenvinnare 2013 för Torka aldrig tårar utan handskar. Från vänster: Simon J. Berger, Stefan Sauk, Jonas Gardell och Simon Kaijser.

Torka aldrig tårar utan handskar är en svensk miniserie i tre delar som sändes på SVT hösten 2012. Serien är en filmatisering av Jonas Gardells romansvit med samma namn. Simon Kaijser stod för regin och några av rollerna spelas av Adam Lundgren, Adam Pålsson och Simon J. Berger. Varje avsnitt motsvarade en del ur Gardells romansvit.
Gardell och Kaijser har tidigare arbetat tillsammans med miniserien De halvt dolda som vann Kristallen 2009 för "Bästa dramaprogram" samt nominerades vid den internationella TV-festivalen BANFF World Television Festival Awards.
Adam Lundgren, Adam Pålsson och Simon J. Berger tilldelades Lars Rading-priset för sina rolltolkningar i serien. TV-serien vann Kristallen 2013 för "Årets TV-drama".
Serien visades i BBC under hösten 2013.

## Handling
Serien skildrar 1980-talets Stockholm där homosexuella har börjat resa sig för ett liv i frihet. Rasmus lämnar småstaden och trångsyntheten i Koppom och flyttar till Stockholm där han lär känna den världsvane Paul som tar honom under sina vingar. Genom Paul möter Rasmus kärleken i Benjamin som är Jehovas vittne. Det unga paret är lyckliga men i bakgrunden lurar sorg och sjukdom i form av aids som nu har drabbat Stockholm.

## Rollista
- Adam Lundgren – Benjamin
- Adam Pålsson – Rasmus
- Simon J. Berger – Paul
- Lena B. Eriksson – Christina
- Ulf Friberg – Holger
- Gerhard Hoberstorfer – Ingmar
- Annika Olsson – Sara
- Marie Richardson – Britta
- Stefan Sauk – Harald
- Christoffer Svensson – Bengt
- Emil Almén – Seppo
- Kristoffer Berglund – Reine
- Michael Jonsson – Lars-Åke
- Michael Petersson – RFSL-informatör
- Björn Kjellman – Benjamin i nutid och berättare